# Pomnik Karola Marcinkowskiego w Poznaniu
Pomnik Karola Marcinkowskiego – pomnik zlokalizowany w centrum Poznania na skrzyżowaniu Alei Marcinkowskiego i ul. 23 Lutego.
Monument odsłonięto w 2005. Projektantem był Stanisław Radwański z Gdańska. Bardzo tradycyjne dzieło przedstawia Karola Marcinkowskiego z laską w dłoni, w długim płaszczu z epoki. Postać stoi na wysokim cokole z brunatną okładziną granitową. Napis na pomniku głosi: Karol Marcinkowski – twórca pracy organicznej. Fundatorami byli: Fundacja 750-lecia Lokacji Poznania, Kompania Piwowarska, PKO Bank Polski, Enea i Agrobex.
W sąsiedztwie stoją: pomnik Golema oraz fontanna z delfinami, a także reprezentacyjne gmachy Uniwersytetu Artystycznego, poczty i komendy policji.
Drugi pomnik Karola Marcinkowskiego w Poznaniu znajduje się przed I LO, czyli Marcinkiem, przy ul. Bukowskiej 16. Okazałe popiersie zdobi natomiast hol budynku Biblioteki Uniwersytetu Medycznego z 2010 przy ul. Przybyszewskiego.